# ديمبوفيتشوارا
ديمبوفيتشوارا هي بلدية تقع في إقليم أرجيش في رومانيا.

## معرض صور

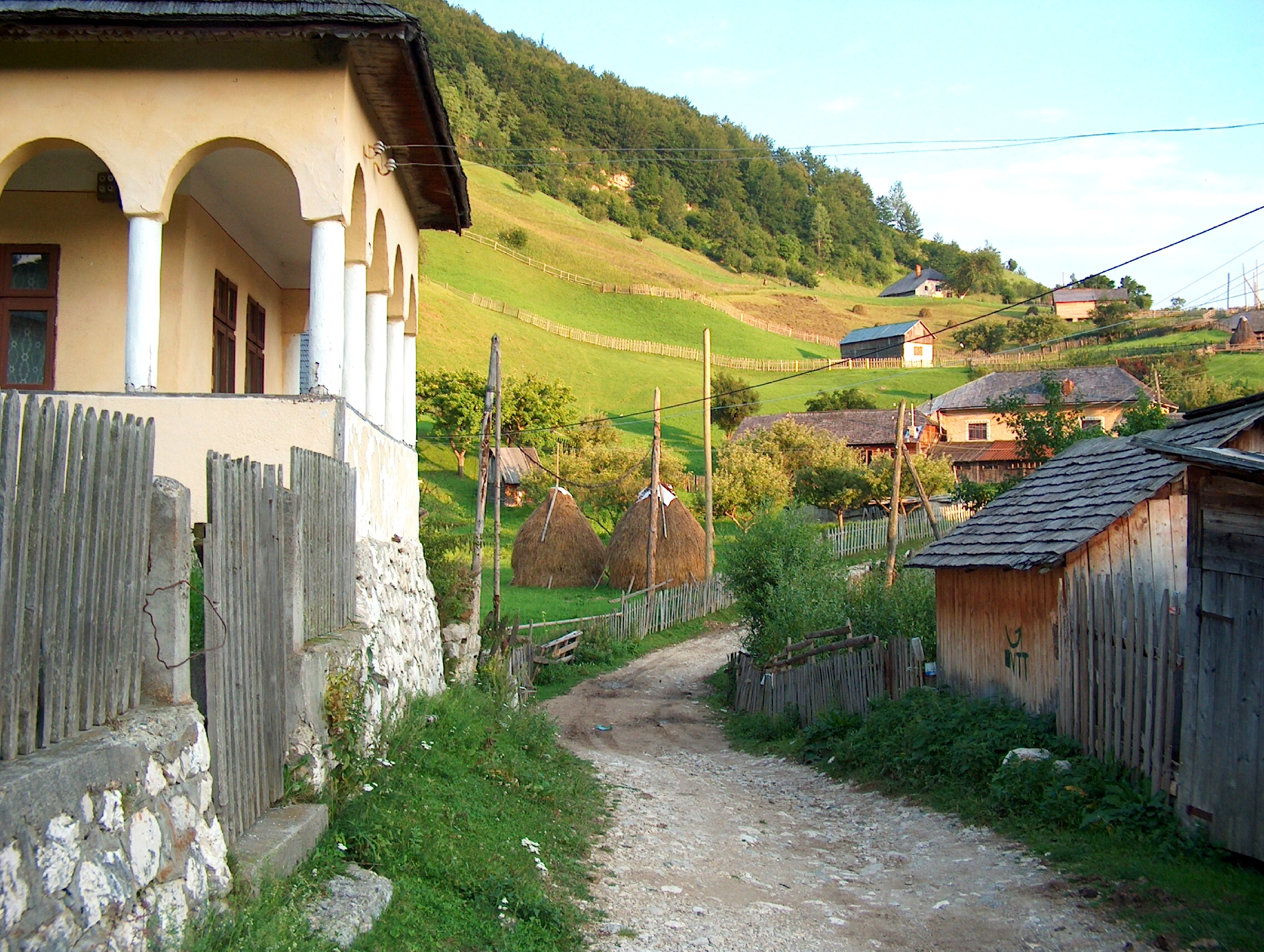
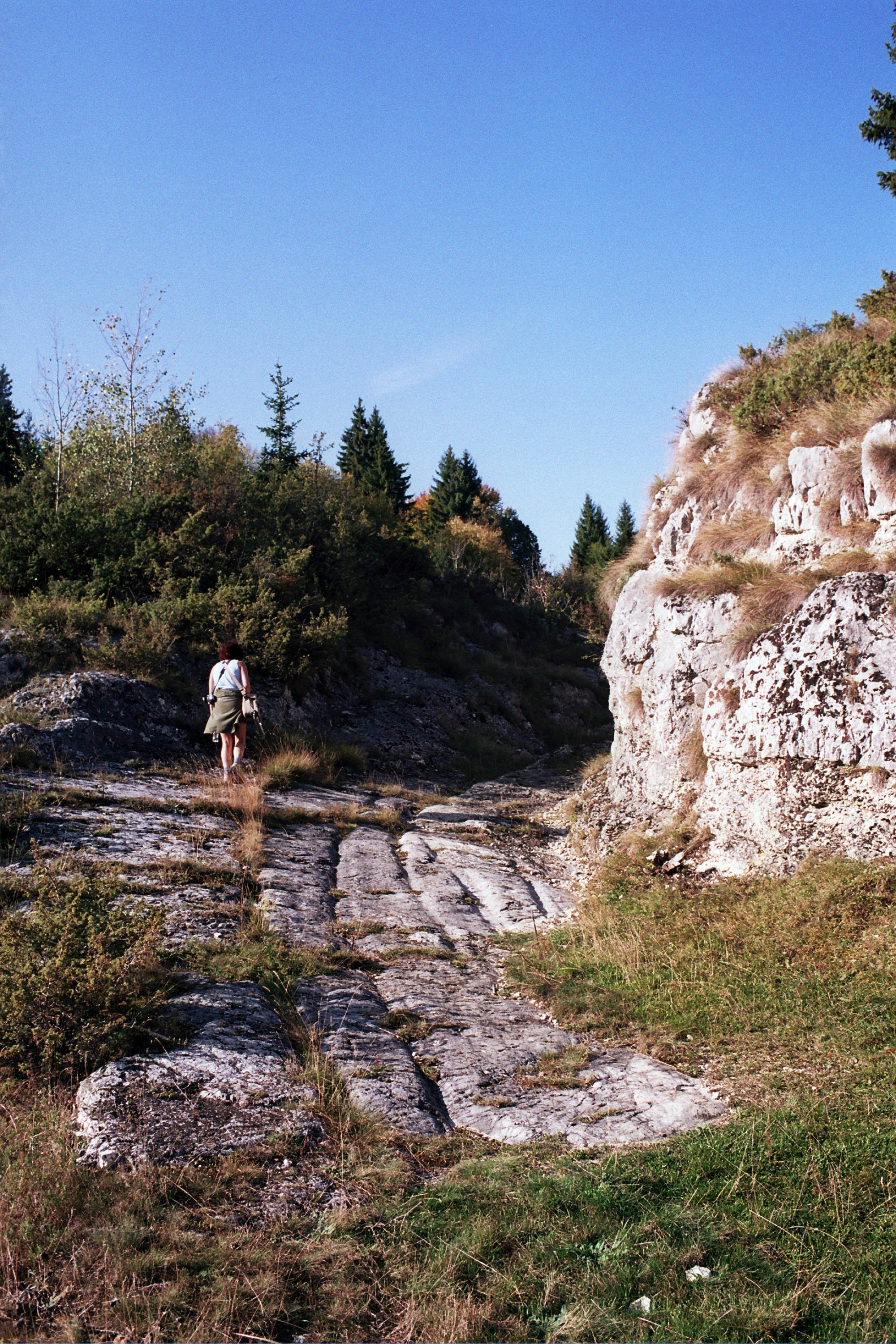
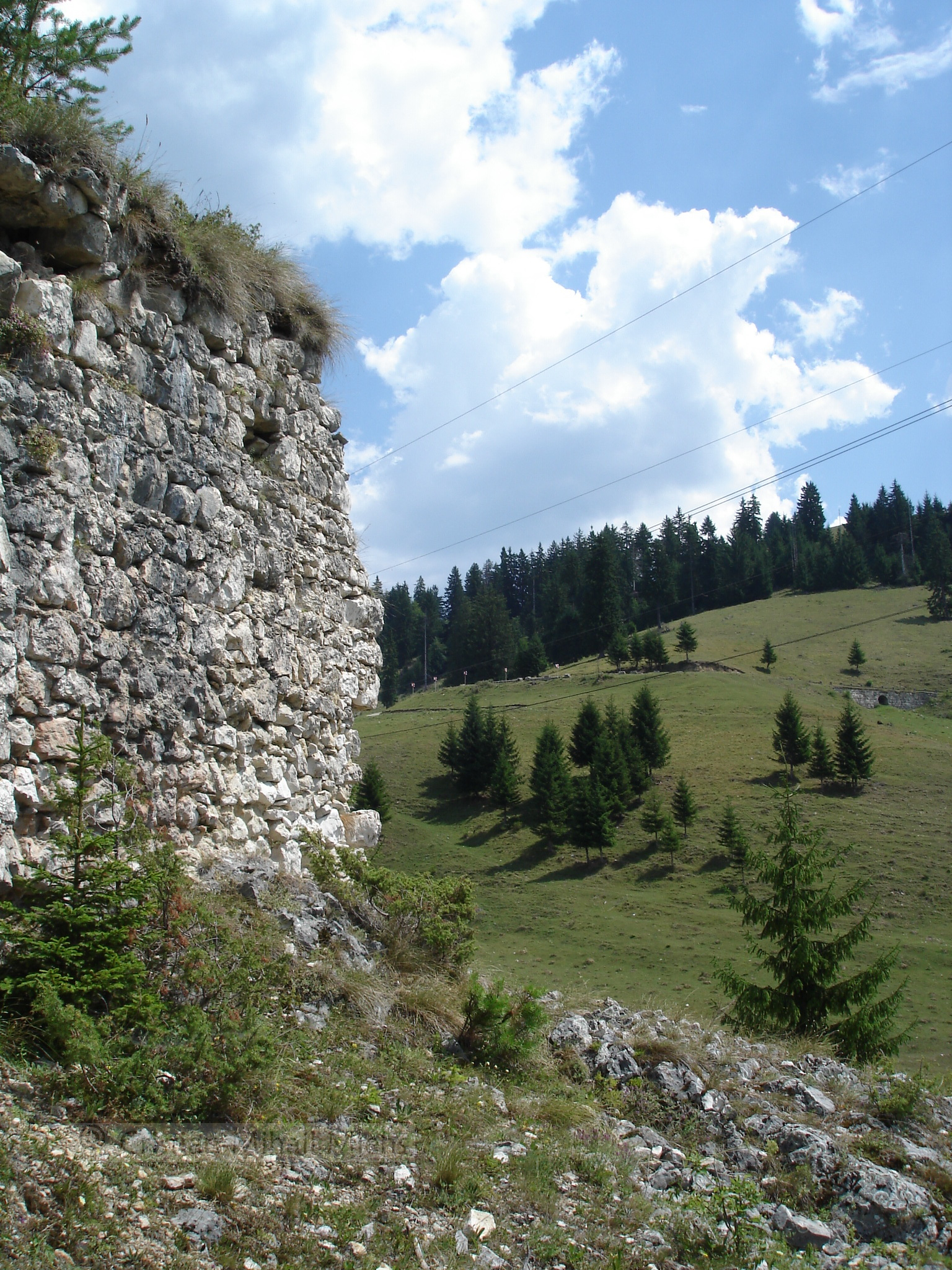
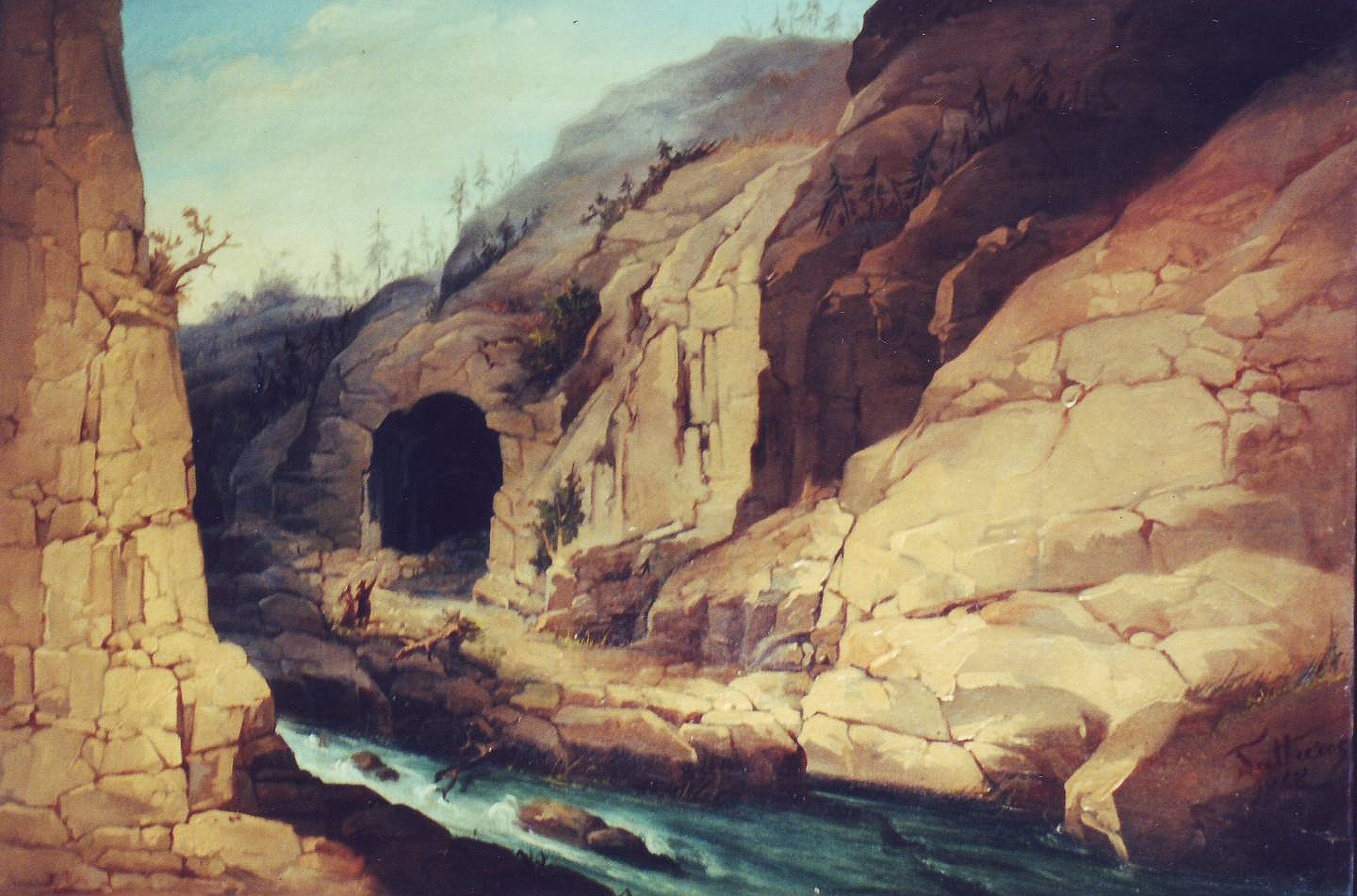